# Michael Graubart
Michael Graubart (26 de noviembre de 1930 – 10 de junio de 2024) fue un director, compositor y académico británico nacido en Austria, exiliado después del Anschluss. Vivió y trabajó en Londres y Manchester el resto de su vida.
Graubart nació en una familia judía austríaca. Tras el asesinato de su tío Richard Graubart en 1938, la familia escapó al Reino Unido en tren. Estudió física en la Universidad de Manchester, graduándose en 1952, y trabajó como ingeniero electrónico para EMI durante varios años. Después de eso, enseñó matemáticas, física y música en varias escuelas y colegios.

## Carrera musical
Después de estudiar composición con Mátyás Seiber, flauta con Geoffrey Gilbert y dirección con Lawrence Leonard, Graubart se convirtió en profesor y director en Morley College y fue nombrado jefe de departamento en 1969 cuando John Gardner se retiró, permaneciendo allí hasta 1991. Comenzó a dirigir varios coros y orquestas profesionales y amateurs, incluido el Hampstead Chamber Orchestra desde 1962 hasta 1966. De 1962 a 1972 también fue director musical del Focus Opera Group. En 1969 dirigió el estreno mundial de la ópera Isis and Osiris de Elisabeth Lutyens, y dirigió el estreno británico de la ópera The Emperor of Atlantis de Viktor Ullmann en 1981.
En 1991, Graubart fue nombrado profesor titular en el Royal Northern College of Music, donde dirigió el conjunto de música nueva Akanthos. Publicó artículos y reseñas en revistas musicales como Composer, Encounter, Tempo y The Musical Times y editó música antigua, incluidas óperas de Monteverdi y Pergolesi.
Se retiró de la enseñanza a tiempo completo en 1996 pero continuó dando conferencias y componiendo música orquestal, de cámara, instrumental y coral. Como compositor, adoptó la tradición vienesa de las 12 notas usando motivos y temas claros, a veces incorporando electrónica. Sus obras incluyen la pieza orquestal Aria (1973) y un cuarteto de cuerdas (2000), que ha sido interpretado por el Cuarteto Arditti y otros.
Murió en Londres el 10 de junio de 2024, a los 93 años.